# Palais Grassalkovics

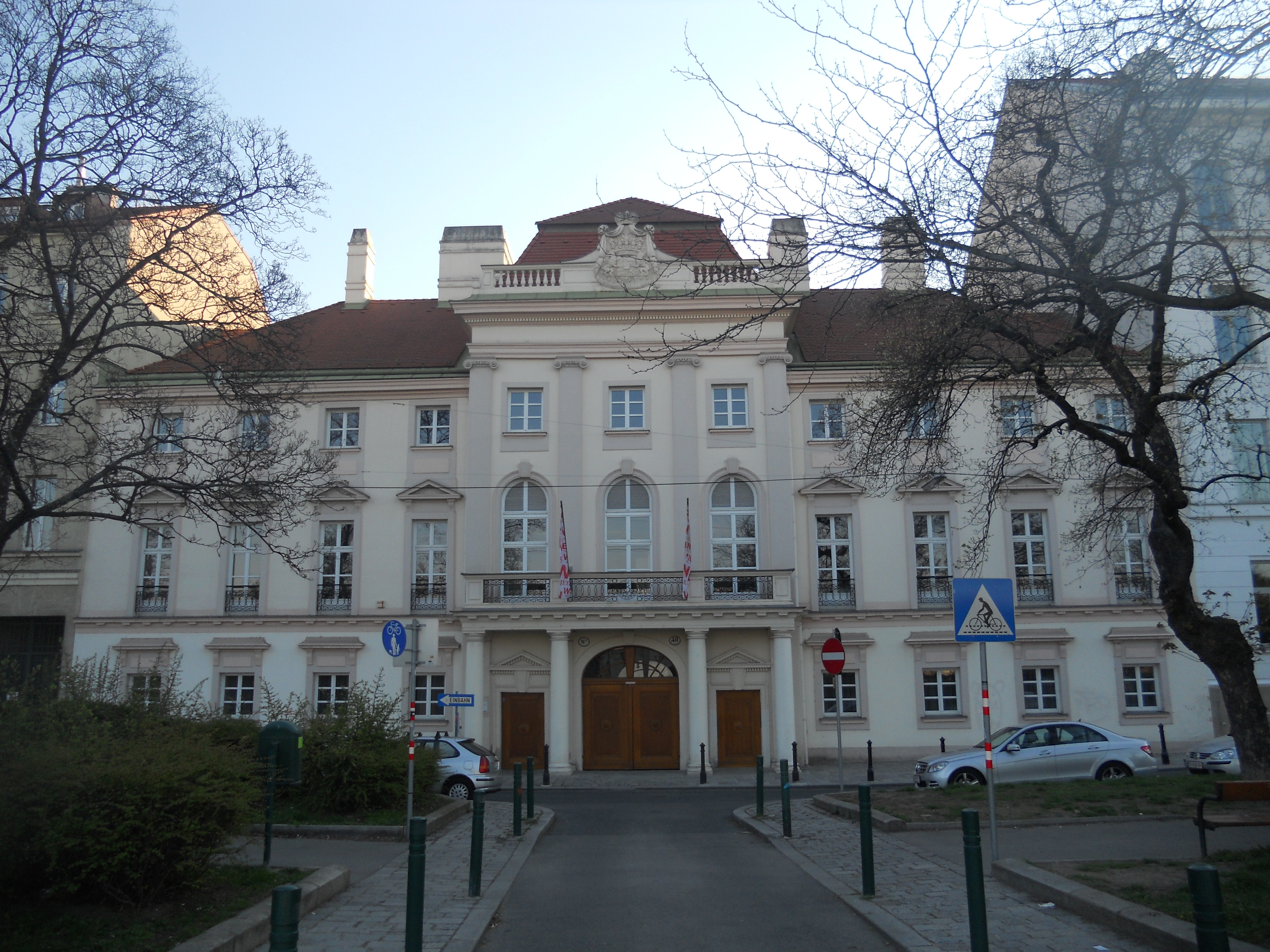
Palais Grassalkovics

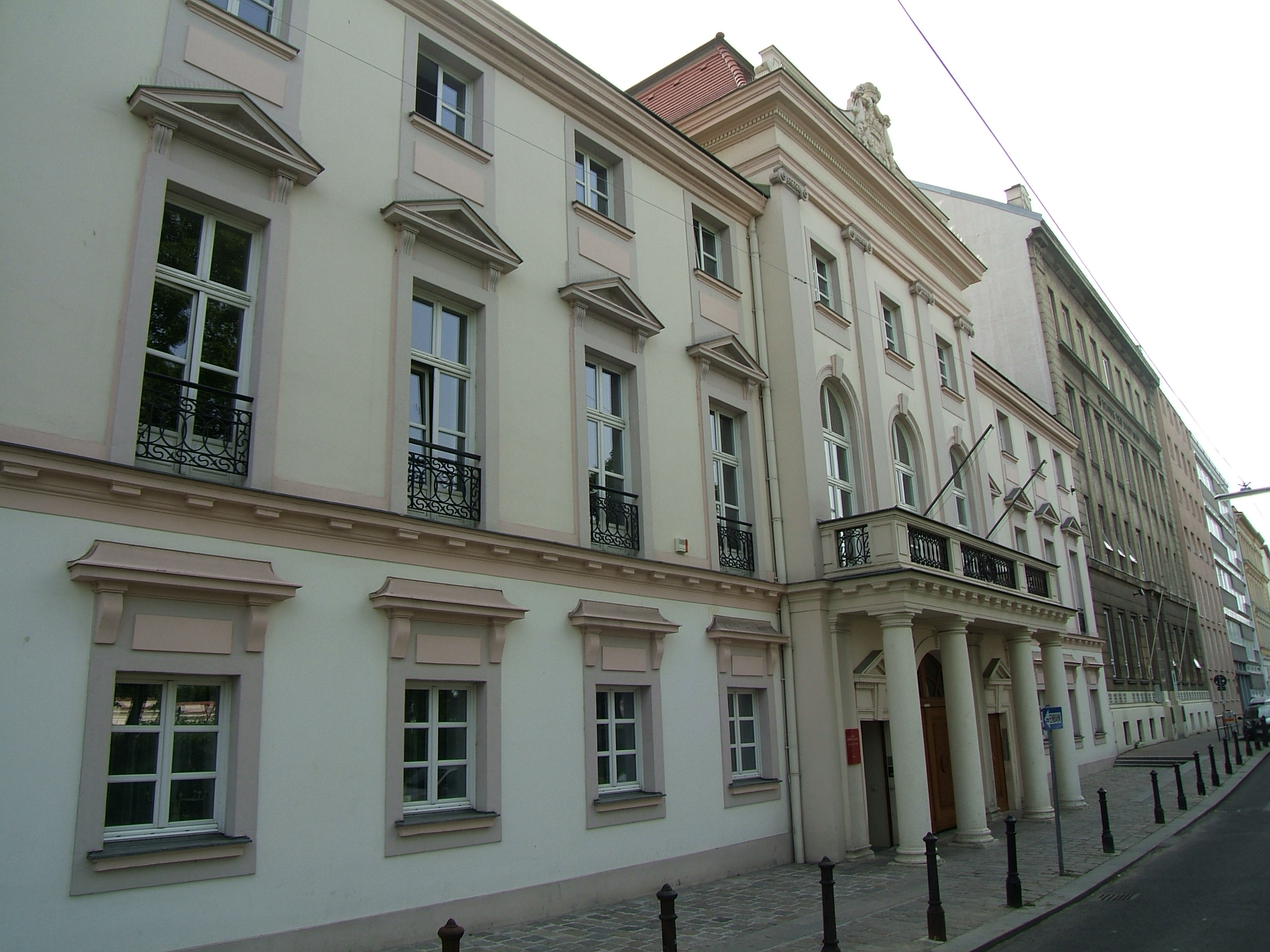
Palais Grassalkovics

Das Palais Grassalkovics, oft auch Grassalkovich, befindet sich im 2. Wiener Gemeindebezirk, Leopoldstadt, mit der heutigen Adresse Obere Augartenstraße 40.

## Geschichte
Die Gegend des Palais zählte zu den Auen der unregulierten Donau bei Wien und befand sich auf der Unterer Werd genannten Strominsel, die bei Hochwasser bis zur Fertigstellung der ersten Wiener Donauregulierung, 1875, überschwemmt werden konnte. An der Innenseite des Haupttors zum Augarten, genau gegenüber dem Palais, sind historische Hochwassermarken zu sehen.
Im Jahre 1777 wurde der sehr große Garten in der Wolfsau, der nach seinem Besitzer seit 1769, Joseph von Egger, Eggerscher Garten genannt wurde, parzelliert. Er lag in hervorragender Lage gegenüber der Alten Favorita im Augarten, wo Kaiser Joseph II. im noch heute vorhandenen „Josefsstöckl“ gern den Sommer verbrachte.
1789 kaufte Fürst Anton Grassalkovics II. (damals ungarisch auch Antal Grassalkovich geschrieben), Sohn von Anton Grassalkovics I., dem ungarischen „Finanzminister“ Maria Theresias, die an der heutigen Oberen Augartenstraße gelegene Parzelle und begann mit der Umgestaltung des eingeschoßigen Gebäudes, das vom Vorbesitzer seit 1780, Johann Georg Mayer, errichtet worden war. Des Fürsten Absicht, damit sommerlicher Nachbar des Kaisers zu werden, ging nicht in Erfüllung, da Joseph II. 1790 starb; der Fürst starb 1794 kurz nach der Fertigstellung des Palais.
Sein Sohn Anton bzw. Antal III. musste das Anwesen, um Schulden zurückzahlen zu können, 1796 verkaufen. Es wechselte von da an häufig den Besitzer. Die 1828 errichteten Hoftrakte des Palais enthielten Mietwohnungen. Im Straßentrakt residierte um 1960 die Getränkefirma Almdudler; die Erzeugerfirma A. & S. Klein KG erhielt 1971 das Recht zur Führung des Staatswappens.
Von dieser Firma kaufte die Wiener Stadtverwaltung 1975 das heruntergekommene Gebäude, um seine Erhaltung zu sichern. Die ursprüngliche Planung sah vor, im Palais ein städtisches Museum bzw. eine stadteigene Sammlung unterzubringen. Dazu erwiesen sich die Räume aber als zu klein. 1987 übergab die Stadt den Bau ihrem Unternehmen Gesiba (Gemeinnützige Siedlungs- und Baugesellschaft). Gesiba errichtete im Hof anstelle der alten Trakte einen neuen Wohnbau mit Tiefgarage und adaptierte das Palais zur Büronutzung. Von April 1991 bis Ende Juni 2014 war es Sitz des Wiener Tourismusverbandes. Dieser nahm am 1. Juli 2014 neue Büroräumlichkeiten in Wien 3., Invalidenstraße 6, in Betrieb, da ihm das Palais längst zu klein geworden war.

## Beschreibung
Der dreigeschoßige klassizistische Bau wird durch einen dreiachsigen Mittelrisalit mit ionischen Riesenpilastern und Mansardwalmdach mit Attikabrüstung gegliedert. Das Mittelfeld wird vom fürstlichen Wappen mit den Initialen M. T. dominiert, was zu der falschen, früher im Volksmund gebräuchlichen Bezeichnung „Maria-Theresia-Schlössl“ führte.
Auf der Beletage erstreckt sich am Mittelrisalit ein Balkon mit schönem Schmiedeeisengitter, der von vier toskanischen Säulen getragen wird. Das darunter situierte Korbbogenportal wird von zwei seitlichen Eingängen mit Dreiecksgiebelverdachung mit Zahnschnittfries flankiert. (Die Einfahrt zur Tiefgarage unter dem neuen Hoftrakt erfolgt nicht durch die historische Vorfahrt, von der die Feststiege in den Festsaal führt, sondern durch eine im Nachbarhaus neu angelegte Zufahrt.)
Französische Rundbogenfenster im ersten Stock des Mittelrisalits stehen im Kontrast zu den auf Konsolen mit Dreiecksgiebeln verdachten Fenstern und Schmiedeeisengittern der Seitenfronten. Die Fenster im zweiten Stock haben die bei Dienstbotenzimmern übliche Größe, die Dachflächenfenster in den im ehemaligen Dachboden neu eingerichteten Stockwerken 3 und 4 sind nur auf den Innenhof ausgerichtet und straßenseitig aus Denkmalschutzgründen nicht zu sehen.
Das Palais ist großteils nicht unterkellert; bei der 1988 begonnenen Restaurierung stellte sich heraus, dass nur unter jeder zweiten Säule der Vorfahrt ein professionelles Fundament vorhanden war.